# Lipotriches brevipennis
Lipotriches brevipennis là một loài Hymenoptera trong họ Halictidae. Loài này được Friese mô tả khoa học năm 1915.